# Henri Cogels
Henri Cogels, né à Anvers le 4 novembre 1774 et mort à Deurne le 1er octobre 1846, est un homme politique belge.

## Fonctions et mandats
- Échevin d'Anvers
- Membre de la Seconde Chambre des États généraux : 1823-1830
- Membre du Congrès national : 1830-1831

## Sources
- G. GUYOT, Lettres d'un orangiste anversois: Henri Cogels, in: Intermédiaire des généalogistes, 1982, blz. 151-154.
- C. BEYAERT, Biographies des membres du Congrès national, Brussel, 1930, blz. 43.